# حامد بن عبد الفتاح
حامد بن عبد الفتاح البالوي عالم بالقراءات ومن فضلاء الروم، كان نحويًّا لغويا مفسرا، جمع بين هذه الفنون المتعلقة بالقرآن الكريم.
لم تذكر كتب المصادر شيئًا عن ولادته، لكنه عاش في القرن الثاني عشر الهجري وتوفي بعد سنة 1183هـ.
أبان في كتابه «زبدة العرفان في وجوه القرآن» أنه قرأ القرآن كله بالقراءات العشر المتواترة على شيخه المقرئ الحاج محمد أمين أفندي. فهو أجلُّ شيوخه، وهو الذي أخذ عنه القراءات وختمها عليه، قال: «لما قرأت القرآن العظيم من أوله إلى آخره ختمة كاملة بالقراءات المتواترة للأئمة العشرة من الطرق المعتبرة على أجل الشيوخ العارف العلامة الفاضل الكامل الفهامة الجامع بالأصول الدينية والفروع الفقهية الحاوي للعلوم العقلية والنقلية، وحيد دهره وزمانه، وفريد عصره وأوانه، شيخ القراء ومربي الفضلاء الحاج محمد أمين أفندي، المدرس بمدينة توقات».

## مؤلفاته
من مؤلفاته: زبدة العرفان في وجوه القرآن، وهو مطبوع بتحقيق: مصطفى آتيلا، كتبه عام 1173هـ، وله شرح لمحمد أمين بن عبد الله الإمام الرومي، واسمه «عمدة الخلان».
ومن مؤلفاته: تحفة الجواب بالمقالة الصواب، كتبه سنة 1183هـ، وهو في بيان تواتر القراءات العشر، ومختصر في القراءات الستة، ذكر فيه قراءة يزيد بن القعقاع، وابن محيصن، والحسن البصري، ويعقوب، والأعمش، وخلف العاشر.

## اسمه ونسبه
حامد بن عبد الفتاح البالوي.

## مولده ونشأته
لم تذكر كتب المصادر شيئًا عن ولادته، لكنه عاش في القرن الثاني عشر الهجري، وهو عالم بالقراءات ومن فضلاء الروم، كان نحويًّا لغويا مفسرا، جمع بين هذه الفنون المتعلقة بالقرآن الكريم.

## شيوخه
أبان في كتابه «زبدة العرفان في وجوه القرآن» أنه قرأ القرآن كله بالقراءات العشر المتواترة على شيخه المقرئ الحاج محمد أمين أفندي. فهو أجلُّ شيوخه، وهو الذي أخذ عنه القراءات وختمها عليه، قال: "لما قرأت القرآن العظيم من أوله إلى آخره ختمة كاملة بالقراءات المتواترة للأئمة العشرة من الطرق المعتبرة على أجل الشيوخ العارف العلامة الفاضل الكامل الفهامة الجامع بالأصول الدينية والفروع الفقهية الحاوي للعلوم العقلية والنقلية، وحيد دهره وزمانه، وفريد عصره وأوانه، شيخ القراء ومربي الفضلاء الحاج محمد أمين أفندي، المدرس بمدينة توقات".

## مؤلفاته
1/ زبدة العرفان في وجوه القرآن، وهو مطبوع بتحقيق: مصطفى آتيلا، كتبه عام 1173هـ.
2/ تحفة الجواب بالمقالة الصواب، كتبه سنة 1183هـ، وهي في بيان تواتر القراءات العشر.
3/ مختصر في القراءات الستة، ذكر فيه قراءة يزيد بن القعقاع، وابن محيصن، والحسن البصري، ويعقوب، والأعمش، وخلف العاشر.
لكتابه «زبدة العرفان في وجوه القرآن» شرح لمحمد أمين ابن عبد الله الإمام الرومي، واسمه «عمدة الخلان».
قال محمد أمين في شرحه عن كتاب زبدة العرفان ومؤلفه: "ومن تلك المؤلفات: كتاب زبدة العرفان في وجوه القرآن، للشيخ حامد بن عبد الفتاح البالوي عليه رحمة ربه الغني القوي، ألفها على طريق التسعة والعشرة، على المنهاج المتعارف بين أئمة القراء البررة، وذلك كتاب مختصر جامع وفي حق المبتدئين مفيد ونافع.

## وفاته
ذكر بعض الكتب أن وفاته كانت بعد سنة 1173هـ، ولم تذكر الكتب سنة وفاته بالدقة، لكن الأدق أنه عاش حتى سنة 1183هـ لأنه ألف فيه كتابه «تحفة الجواب بالمقالة الصواب».